# Мистический фильм
Мистический фильм или мистика — кинематографический жанр, часто включающий в себя элементы фантастики и фэнтези. В основе сюжетов мистических фильмов лежит взаимодействие персонажей из реального мира с миром потусторонних сил и явлений. Тесно связан с готическим фильмом.

## Терминология
Само слово «мистика» имеет греческое происхождение (греч. μυστικός) и переводится как «скрытое, тайное». В античности мистериями называли особые обряды для общения с потусторонним миром духов.

### Мистика и мистерия
Термин «мистика» определяется и характеризуется как отдельный жанр фильмов в основном среди стран Восточной Европы. В западном мире термин практически не применяется по отношению к тематике фильмов, там «мистика» часто пересекается с другим жанром кино — мистерия (англ. mystery — тайна, загадка), в котором события разворачиваются вокруг разгадки преступления действующим лицом, при этом редко пересекаясь с потусторонней тематикой, такие фильмы ближе всего по жанру к детективным. Ближайшим англоязычным аналогом жанра мистических фильмов является supernatural film (рус. фильм о сверхъестественном). Однако некоторые стриминговые кино-платформы и сервисы, как например Netflix, переводят категории фильмов «Mystery» как «Мистический фильм»..

## Истоки
Мистика шире кинематографического жанра, и помимо него она присутствует также в литературе (см. Мистика (литература)). Например, к писателям жанра относят Николая Гоголя, Эдгара По и Эрнста Гофмана. В японской традиции существовал аналогичный жанр кайдан.

## Характеристика
Часто мистика в фильме накладывается на детективный сюжет «(Адвокат дьявола», «Видок», «Сонная лощина») или на попытку героя решить некую головоломку (загадочные или необъяснимые обстоятельства в фильме «Девятые врата»). В мистических фильмах ощущение тревожности нагнетается за счёт музыкального сопровождения. Также к мистике в кинематографе относятся феномены внезапного воскрешения («Ворон»), что сближает мистические фильмы с супергеройскими («Женщина-кошка»).

## Проявление потустороннего
Сами потусторонние силы в мистических фильмах проявляются посредством людей, призраков, демонов или проклятых мест.
На людей действие потусторонних сил выражается в состоянии одержимости («Дети кукурузы»). Некоторые одержимые могут представлять собой воплощение Антихриста, влиять на людей и владеть пирокинезом («Ватиканские записи»). Способность производить одержимость приписывается демонам («Шесть демонов Эмили Роуз»).
Помимо одержимости потусторонние силы могут проявляться в виде привидений или призраков (Ghosts), которые будучи невидимыми и бесплотными оказывают опосредованное вредоносное влияние на людей («Тринадцать привидений»).
Проклятые места представлены в виде комнаты («1408»), дома («Дом призраков», «Дом ужасов», «Хижина в лесу»), кладбища («Кладбище домашних животных») или заброшенного города («Сайлент Хилл»).

## Общение с потусторонним
Для общения с потусторонними силами герой или его помощник могут использовать экстрасенсорные способности («Телекинез», «Шестое чувство»).
При отсутствии способностей или знаний проводником в параллельный мир может быть:
- спонтанное видение — «Пункт назначения»,
- кошмар — «Кошмар на улице Вязов», «Мара. Пожиратель снов», Ночной мир
- артефакт:
  - доска для проведения спиритических сеансов — «Уиджи: Доска Дьявола», «Колдовская доска»
  - «Тетрадь смерти»,
  - Книга мёртвых или магнитофонная запись с её текстом — «Зловещие мертвецы»,
  - кукла — «Проклятие Аннабель», «Повелитель кукол»
  - телефон — «Белый шум», «Звонок».
  - Шкатулка дьявола или Шкатулка проклятия

Для общения с потусторонним миром в мистических фильмах присутствуют и более сложные магические или религиозные обряды («Ватиканские записи», «Обряд»), в том числе и с использованием магического круга («Ключ от всех дверей», «Песнь дьявола»). Как правило эти обряды должны воспрепятствовать приходу потусторонних сил в наш мир или изгнать их (экзорцизм), но сатанинские обряды имеют противоположную направленность.

## Гибридные жанры
Мистическая тематика может соединяться с основными кинематографическими жанрами, например, с комедией или триллером: («Эльвира — повелительница тьмы» // 1408).